# 冰穹A
冰穹A（英語：Dome A）或称冰穹阿尔戈斯（Dome Argus）（80°22′S 77°21′E / 80.367°S 77.350°E）是位于南极洲内陆1,200（746英里）的一处高地。它被认为是地球上自然温度最低的地点之一，据信最低温度达到-100 °C。该地是南极洲冰盖的最高点，包含一座海拔为4,093（13,428英尺）的冰穹或称高地。冰穹A位于东南极洲中心附近，几乎位于兰伯特冰川和南极点中间。
冰穹阿尔戈斯是巨大的东南极洲冰盖的最高点，而它并不是通常意义上的山（但是国际上在“山”的定义上并未达成一致）。不过，东南极洲冰盖本身被认为是东南极洲山脉的一部分，因此冰穹被认为是东南极洲山脉的最高点。
“冰穹阿尔戈斯”由史考特極地研究中心依据希腊神话命名；阿尔戈斯制造了伊阿宋和阿尔戈英雄寻找金羊毛时乘坐的船。

## 科学考察
该地形态学地貌特征由SPRI-NSF-TUD于1967至1979年间采用机载无线电回波探测方法测定。
2005年1月中国南极科学考察队（CHINARE）成员从中山站穿越1,228（763英里）到达冰穹A，并于1月18日通过GPS定位确定冰盖的最高点（海拔4,093（13,428英尺））座标为80°22′S 77°21′E / 80.367°S 77.350°E。